# قطيفة شبه غضروفية
القطيفة شبه الغضروفية هي نبتة من نباتات الزينة معروفة باسم قَطيفة الذيل.  وتُسمى هذه النبتة، التي يرجع موطنها الأصلي إلى المكسيك، باسم quelite, blero وquintonil باللغة الإسبانية.
وفي إفريقيا، مثل العديد من الأنواع الأخرى في الفصيلة القُطَيفية، يتم تقييمه كمصدر للغذاء.
وفي المناطق المعتدلة يتم زراعته على أنه نبات نصف قوي حولي. وقد تم اختيار العديد من المستنبتات النباتية، التي حصل منها «الإبهام الأخضر» (Green Thumb) و «شعلة الأقزام» (Pygmy Torch) على جائزة الاستحقاق للحدائق من الجمعية الملكية البستانية.

## المراجع

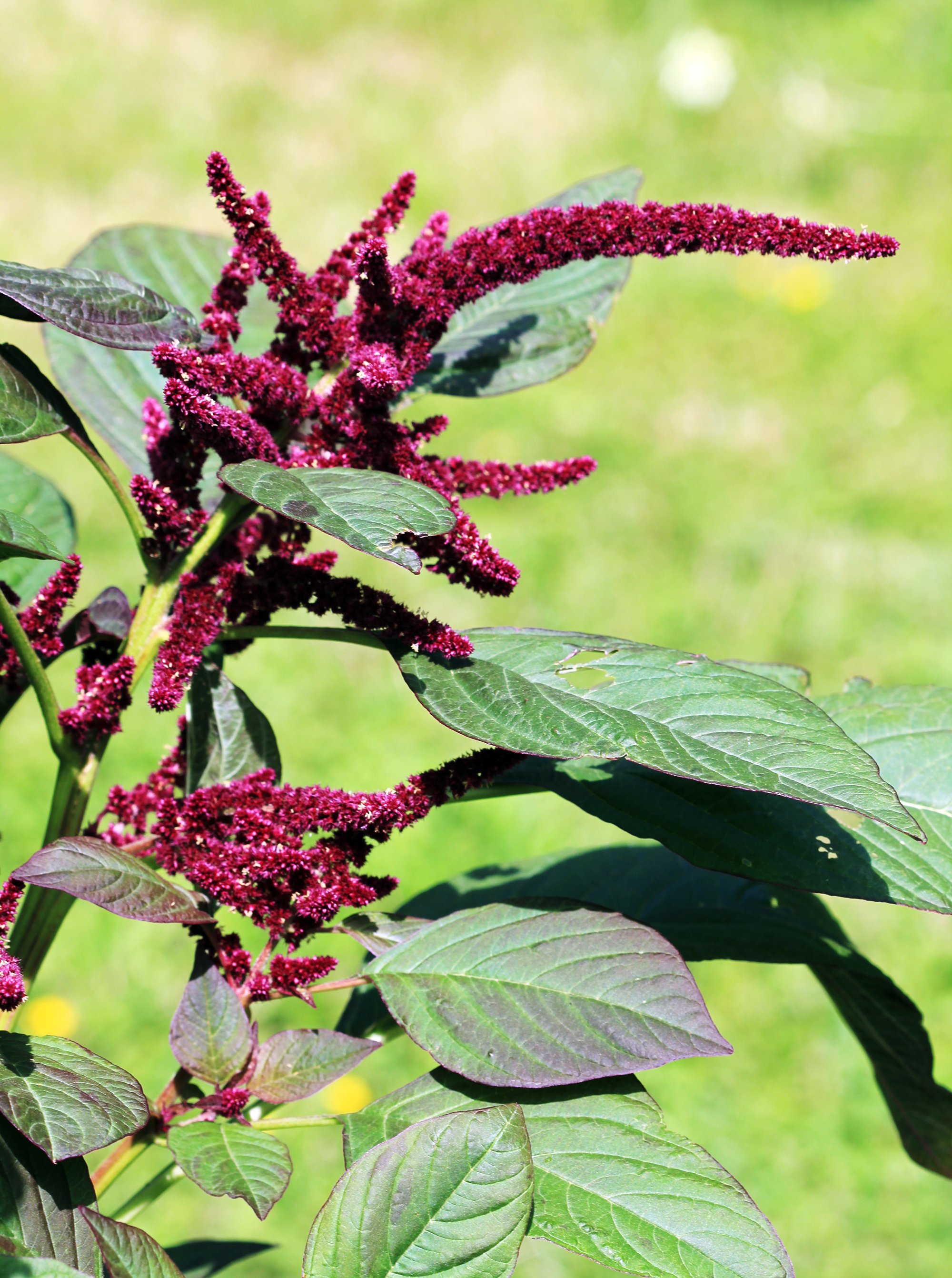
Flower of A. hypochondriacus

## وصلات خارجية
- Carl von Linnés digitala växtbibliotek
- PROTAbase on Amaranthus hypochondriacus